# Каргилски рат
Каргилски рат је био сукоб између Индије и Пакистана који је трајао од маја до јула 1999. на простору провинције Кашмир. Познат је и под именом Каргилски конфликт док је у индијској војној терминологији званични назив „Операција Виџај". Узрок рата је била инфилтрација пакистанске војске и Кашмирских сепаратиста на индијску страну „линије контроле" која заправо служи као граница између двеју земаља. Пакистан је у почетку негирао учешће али се касније испоставило да је пакистанска војска активно учествовала у борбама заједно са сепаратистима. Индијска војска је уз подршку ратног ваздухопловства повратила већину територија, а пакистанске снаге су услед међународног притиска биле приморане да се потпуно повуку.
Током рата су се одвијале тешке планинске борбе на високим надморским висинама што је отежавало снабдевање. Сматра се да су индијској победи значајно допринели авиони Мираж 2000 који су током сукоба интензивно примењивани као средство одвраћања пакистанског ваздухопловства, као и за ваздушну подршку индијским снагама на терену.
Индијски медији су одбијали да овај сукоб назову ратом док је пакистанска страна негирала учешће у сукобима.